# Гумбатов, Турал Гумбат оглы
Турал Гумбатович Гумбатов (азерб. Hümbətov Tural Hümbət oğlu; 24 января 1994, Санкт-Петербург, Россия) — азербайджанский футболист, защитник. Защищал цвета юношеских сборных Азербайджана до 17, 19 лет и 21 года.

## Биография
Родился в Санкт-Петербурге. Начал заниматься футболом в возрасте 10 лет в ДЮСШ «Смена» под руководством Василия Александровича Костровского. Через год перешёл в ДФК «Турбостроитель» Санкт-Петербург (ныне ДФК «Зенит-84»), тренер Сергей Иванович Протасов. Будучи капитаном клуба, провёл здесь 4 года. С 2009 по 2011 год — игрок СДЮШОР «Зенит, под руководством Сергея Ивановича Романова.
С 2011 года студент юридического факультета Санкт-Петербургского государственного университета аэрокосмического приборостроения.

## Клубная карьера
В начале 2011 года подписал контракт с Академией ФК «Зенит», в юношеском составе провёл один год в первенстве Северо-Запада. С 2012 по 2013 года - игрок дублирующего состава ФК «Зенит», в котором выступает под № 53.
В феврале 2013 года подписал однолетний контракт с молдавским клубом «Нистру» Отачь. Покинул клуб уже в июле из-за травмы колена, выбыв из строя на полгода. В Национальной дивизии провёл в основном составе 9 игр. В Кубке Молдавии сыграл одну игру.
В 2014 году переехал в Азербайджан, где в январе подписал годовой контракт с клубом «Араз-Нахчыван». Вышел с командой в премьер лигу, но спустя три месяца команда прекратила существование по финансовым причинам. Спустя месяц подписал контракт до конца сезона с бакинским «Интером». В июне 2015 году по приглашению Тарлана Ахмедова перешёл в АЗАЛ.

## Сборная Азербайджана
Дебютировал в составе юношеской сборной Азербайджана до 17 лет 22 октября 2010 года, в квалификационном матче Чемпионата Европы против сборной Португалии в городе Фару.
С 2011 по 2012 год являлся игроком юношеской сборной Азербайджана до 19 лет, в составе которого дважды принимал участие на международном турнире юношеских команд по футболу памяти первого вице-президента ФИФА В. А. Гранаткина.
С 2014 по 2016 год выступал за олимпийскую сборную Азербайджана.